# Maternité clandestine
Pour plus de détails, voir Fiche technique et Distribution.
Maternité clandestine est un film français réalisé par Jean Gourguet, sorti en 1953.

## Synopsis
Une bande de jeunes gens à la dérive s'entraîne à commettre de petits vols. Un certain André les met sur la piste d'un véritable hold-up. Ils l'exécuteraient peut-être si une tentative de suicide ne les en empêchait. Une jeune femme s'est jetée dans la rivière. Ils la sauvent, la réconfortent, apprennent qu'elle est enceinte. Ils l'entourent de leur amitié. Lorsque André reparaît et qu'il s'empare de Lucienne pour la jeter sur le pavé, tous s'unissent pour la sauver et le gentil Maurice se propose alors d'être le père aimant du bébé.

## Fiche technique
- Titre : Maternité clandestine
- Réalisation : Jean Gourguet, assisté de Michelle Gourguet, Yannick Andreï
- Scénario, adaptation et dialogues : Jean Gourguet et Michelle Gourguet
- Photographie : Scarciafico Hugo
- Opérateur : Willy Gricha
- Musique : René Denoncin, José Cana
- Chanson du film : Bella Carina interprétée par F. Aluzzi
- Montage : Daniel Lander
- Son : Maurice Carrouet
- Maquillage : Constantin Safonoff
- Photographe de plateau : Henri Caruel
- Script-girl : Suzanne Faye
- Régisseur général : Pierre Caudrelier
- Société de production : Société Française de Production
- Chef de production : Jean Gourguet
- Directeur de production : Emile Buhot
- Société de distribution : Héraut-Films
- Tournage du 1er juin au 3 juillet 1953
- Pays :  France
- Format : Noir et blanc  - 1,37:1 - 35 mm - Son mono
- Genre : Comédie dramatique
- Durée : 92 min
- Date de sortie :
  - France -  09/10/1953
- Visa d'exploitation : 13636

## Distribution
- Dany Carrel : Marie-Lucienne Morel dite : Lulu, la jeune fille enceinte
- Michel Roux : Maurice, le gentil garçon de la bande
- Pierre Larquey : Pépère, le clochard
- Jane Marken : La tante de Jacques
- Noël Roquevert : Le père de Jacques
- Dora Doll : Anita, la sœur de Doudou
- Jean-Pierre Mocky : La Fouine, un gars de la bande
- Daniel Cauchy : Mickey
- Jean Clarieux : André dit : Dédé le souteneur
- Maurice Sarfati : Doudou, un gars de la bande
- Franck Aluzzi : Le chanteur
- Christian Brocard : Un gars de la bande
- Suzy Willy : Maria, la sage-femme
- Suzanne Grey : L'infirmière
- Michel Vadet : L'automobiliste
- Bob Ingarao : Un gangster
- Jean-Michel Moulin
- Andrès
- Danik Patisson
- Philippe Chauveau
- Alain Cana
- Monique Mussino